# Reputation (Spieltheorie)
Der Begriff Reputation wird in der Spieltheorie verwendet, um zu beschreiben, welche Wirkung die Handlungen eines Spielers im Spielverlauf auf dessen Glaubwürdigkeit im Auge des Gegenspielers und das Verhalten der Spieler in der Zukunft hat. Mit dem spieltheoretischen Ansatz können grundlegende Aussagen über Reputation („Ruf“) als sozialer Faktor gewonnen werden.

## Bedeutung in der Spieltheorie
Jeder Spieler verkörpert während eines Spiels einen bestimmten Spielertypen. Mit Hilfe der Reputation kann das strategische Verhalten eines jeden Spielertypen erklärt werden. Wie wichtig einem Spieler seine eigene Reputation ist, hängt davon ab, ob das Spiel einmalig ist oder ob es mehrere Male gespielt wird. Zudem gewinnt Reputation an Bedeutung, wenn unvollständige Informationen vorliegen.

### Wiederholte Spiele
Der Aufbau einer Reputation und die damit einhergehende Glaubwürdigkeit des Spielers sind umso bedeutsamer, je mehr Spiele gespielt werden. Dabei kann es sich sowohl um ein und denselben, als auch um einen anderen Gegenspieler handeln. Der Spieler will den Gegner während der wiederholten Spiele davon überzeugen, dass sein strategischer Zug glaubwürdig ist. Dazu liegt es in seinem Interesse eine positive Reputation aufzubauen, um Vertrauen zu schaffen. Dadurch entwickelt sich eine Selbstbindung, durch die es dem Spieler nicht mehr möglich ist sein Versprechen zu brechen. Die bisherigen Zweifel der Gegenspieler können überwunden werden, wodurch die Glaubwürdigkeit des strategischen Zugs hergestellt werden kann.
Der Aufbau einer negativen Reputation kann ebenfalls die Möglichkeit einer Selbstbindung eröffnen. Ziel dabei ist es, die Reputation und die einst aufgebaute Glaubwürdigkeit, Versprechen einzuhalten, zu zerstören. Dadurch wird dem Gegenspieler verdeutlicht, dass zukünftig keine Spiele gespielt werden, die nicht dem eigenen Interesse des Spielers dienen.
Neben den bereits aufgezeigten strategischen Motiven einer Reputation, gibt es auch nichtstrategische Gründe, durch die Glaubwürdigkeit entstehen kann.

### Unvollständige Informationen
Bei Spielen mit  unvollständiger Information ist der Informationsstand der Spieler unterschiedlich. Das bedeutet, einer, mehrere oder alle Spieler kennen nicht alle Auszahlungen oder Präferenzen der anderen Spieler. Besitzt ein Spieler darüber hinaus Informationen, die nur ihm vorbehalten sind, und ist dies den anderen Spielern bekannt, werden sie sich an seinem Verhalten orientieren und ihre weiteren Handlungsschritte darauf abstimmen, um die versteckten Informationen offenzulegen.
Die Reputation des Spielers entsteht demzufolge aus seinem Verhalten, das die Gegner beobachten können. Im Unterschied zu wiederholten Spielen bietet sich bei Spielen mit unvollständiger Information die Möglichkeit, die Erwartung und damit die Handlung der Gegenspieler durch Bluffs oder Täuschung erfolgreich zu beeinflussen.

## Anwendung

### Aufbau einer positiven Reputation – Glaubwürdigkeit eines Versprechens
Ein Unternehmen expandiert und nutzt die Reputation der bisherigen Produkte. Das Unternehmen verspricht seinen Kunden die neuen Produkte in gleicher Qualität wie die alten Produkte herzustellen. Die Selbstbindung des Unternehmens macht es ihm nicht möglich, sein Versprechen zu brechen, denn dann würde dessen Reputation und Glaubwürdigkeit sinken. Das Unternehmen wird sich dementsprechend an das halten, was es seinen Kunden zugesagt hat, damit die positive Reputation beibehalten oder ausgebaut werden kann.

### Aufbau einer negativen Reputation – Glaubwürdigkeit einer Drohung
Prinzipiell beschließt eine Regierung zukünftigen Bedrohungen vorzubeugen, indem sie drohen, sich diesen niemals zu unterwerfen. Im Falle einer Geiselnahme bedeutet das, dass die Regierung droht niemals mit den Geiselnehmern zu verhandeln. Die Entführer werden jedoch davon ausgehen, dass es für die Regierung nicht möglich sein wird, keine Verhandlungen zu führen, wenn erst einmal die Geiseln in ihrer Hand sind. Vor diesem Hintergrund führt die Regierung Verhandlungen mit den Geiselnehmern und zerstört dadurch die Glaubwürdigkeit ihrer Versprechen. Die Regierung sieht nach der Zerstörung der Glaubwürdigkeit und der damit folgenden Zerstörung der Reputation keine Notwendigkeit an der Selbstbindung festzuhalten und greift die Entführer nach der Verhandlungslösung an. Obwohl die Regierung die Glaubwürdigkeit ihrer Versprechen zerstört hat, macht sie die Drohung, niemals zu verhandeln, wieder glaubwürdig.

### Glaubwürdigkeit eines nichtstrategischen Grundes
Das Gefühl von Stolz soll diesen nichtstrategischen Grund darstellen. Vorstellbar ist, dass der Stolz, einer Gemeinschaft anzugehören dazu führt, dass man sich auf Grund der bereits bestehenden Reputation entsprechend in der Gemeinschaft verhält.

### Unvollständige Informationen
Jeder Spieler erhält bei einem Kartenspiel 3 Karten, die nur er sich ansehen darf. Anschließend verkündet er seine Entscheidung über den Einsatz. Die Karten werden offen auf den Tisch gelegt und das höchste Blatt gewinnt. Bei diesem Kartenspiel handelt es sich um ein Spiel mit unvollständigen Informationen. Die Spieler wissen nicht, was die anderen Spieler für Karten haben und versuchen durch deren Mimik und Gestik auf das Blatt zu schließen, um ihre eigene Entscheidung davon abhängig zu machen.

## Spieltheoretische Beispiele
Ob sich ein Spieler entsprechend seiner Reputation verhält, hängt davon ab, welchen Nutzen er aus seiner Reputation ziehen kann. Das bedeutet, der Spieler wird sich solang entsprechend seiner Reputation verhalten, solang sein Nutzen größer ist als die Kosten seines Verhaltens.

### Wiederholte Spiele
Arbeitgeber A ist auf der Suche nach neuen Arbeitern B. Auf Grund seines bisherigen Umgangs gegenüber seinen Arbeiter hat sich A eine gute Reputation aufgebaut. Diese kann er solange aufrechterhalten, bis er beginnt seine Arbeiter auszubeuten. Wenn A seine Arbeiter ausbeutet, baut er eine schlechte Reputation auf. B wird demnach nur bei A seine Arbeit beginnen, wenn A eine gute Reputation hat. Demzufolge würde A seinen potentiellen Arbeiter B auch nur dann ausbeuten, wenn er eine schlechte Reputation aufgebaut hat. Wenn A dafür bekannt ist, dass er in der Vergangenheit bisher keine seiner Arbeiter ausgebeutet hat, dann wird B auch für A arbeiten. Andererseits kann B erwarten, wenn A bisher jeden seiner Arbeiter ausgebeutet hat, dass auch er ausgebeutet werden wird, wenn er für A arbeitet. Somit wird B das Jobangebot ablehnen. 
Das Verhältnis zwischen Arbeitgeber und Arbeitnehmer sollte jedoch auf Vertrauen basieren. Der Arbeitgeber ist auf seine Arbeitnehmer angewiesen, um Aufträge bearbeiten zu können. Demzufolge wird ihm seine gute Reputation mehr wert sein, als ein kurzfristiger Gewinn der durch die Ausbeutung entstehen würde. Solange A seine Reputation aufrechterhalten kann, bekommt er in jeder Runde des Spiels eine Auszahlung von 1 (bei einer angenommenen Rundenzahl von 10 bedeutet dies eine Auszahlung von 10). Würde der Arbeitgeber seine Arbeiter ausbeuten, bekäme er pro Runde eine Auszahlung von 2. Nach der ersten Runde würden die Arbeiter jedoch nicht weiter für A arbeiten wollen. Zwar erhält A in der ersten Runde einen höheren Gewinn, allerdings würde er keine weitere Auszahlung in den folgenden Runden erhalten, weil kein Arbeiter bereit wäre, sich weiter ausbeuten zu lassen.
Somit steht das Ergebnis nach 10 Runden bei 10 > 2. Das zeigt, dass es für den Arbeitgeber besser ist, seine Reputation aufrechtzuerhalten oder auszubauen.

### Unvollständige Informationen
Es gibt zwei Typen von Spieler 1. Zum einen den „gewöhnlichen“ Spieler (O) und zum anderen den „kooperativen“ Spieler (C). Im Vergleich zum „gewöhnlichen“ Spieler, ist der „kooperative“ Spieler wesentlich uneigennütziger. Das bedeutet, er teilt gerne und investiert, unabhängig davon, ob dies der andere Spieler auch macht. Die Wahrscheinlichkeit, dass ein Spieler Typ O ist, beträgt ¾ und ¼, dass er ein kooperativer Spieler Typ C ist. Spieler 1 weiß, ob er ein "kooperativer" oder "gewöhnlicher" Typ ist. Spieler 2 weiß dies jedoch nicht über Spieler 1. Somit ist ein Fall von unvollständiger Information gegeben.
Der dargestellten Spielbäume sollen Grundlage für das Beispiel sein.

Reputation (Spieltheorie)

Kann davon ausgegangen werden, dass Spieler 1 auf jeden Fall investieren will und dabei immer eine wohlwollende Entscheidungen trifft, egal was Spieler 2 macht, wird sich Spieler 1 für B’ entscheiden. Ist Spieler 1 eher egoistisch und nur auf seinen Vorteil bedacht, ist seine optimale Entscheidung S, denn da erhält er die größte Auszahlung.
Zudem muss bei einem Spiel mit unvollständigen Informationen betrachtet werden, wie hoch die einzelnen Informationen der Spieler sind. Spieler 2 wird sich nur dann für I entscheiden, wenn sein Nutzen höher ist als seine Kosten, ansonsten wird er unentschlossen sein, ob er I oder N wählen soll.
Hat Spieler 2 Informationen über Spieler 1 sammeln können und entscheidet sich Spieler 1 Typ O für N und Typ C für I’, dann kann Spieler 2 auf Grund der vorliegenden Informationen feststellen, dass Spieler 1 Typ C ist. Aus diesem Grund wird sich Spieler 2 auf jeden Fall für I entscheiden.
Wird jedoch von Spieler 1 angenommen, dass Spieler 2 investiert, wird auch Spieler 1 Typ O investieren, obwohl er anfangs eine andere Strategie verfolgte. Andererseits kann Spieler 2 nichts über Spieler 1 Typ O erfahren, wenn dieser investieren wählt und er bis dahin nicht ausreichend Informationen über Spieler 1 in Erfahrung gebracht hat.
Wenn Spieler 2 Spieler 1 beobachtet, wie dieser investiert, erhöht sich für Spieler 2 die Wahrscheinlichkeit, dass Spieler 1 ein kooperativer Spielertyp ist. Der „gewöhnliche“ Spieler (O) erweckt durch die Investition somit den Eindruck, dass er ein kooperativer Typ ist. Somit hilft die Existenz eines kooperativen Spielertyps dem gewöhnlichen Spieler, eine Reputation für kooperatives Verhalten aufzubauen.

## Belege
1. ↑   Vgl. Joel Watson: Strategy - An Introduction to Game Theory, S. 211.
2. ↑   Vgl. Sabrina Helm: Unternehmensreputation und Stakeholder-Loyalität, S. 111.
3. ↑   Vgl. Avinash K. Dixit, Barry J. Nalebuff: Spieltheorie für Einsteiger, S. 142.
4. ↑   Vgl. Sabrina Helm: Unternehmensreputation und Stakeholder-Loyalität, S. 110.
5. ↑   Vgl. Avinash K. Dixit, Barry J. Nalebuff: Spieltheorie für Einsteiger, S. 142 ff.
6. ↑   Vgl. Alfred Wagenhofer/Ralf Ewert: Externe Unternehmensrechnung, S. 44.
7. ↑   Vgl. Paul Terres: Die Logik einer wettbewerblichen Geldordnung, S. 224.
8. ↑   Vgl. Sabrina Helm: Unternehmensreputation und Stakeholder-Loyalität, S. 111.
9. ↑   Vgl. Christian Ullrich: Die Dynamik von Coopetition, S. 166.
10. ↑   Vgl. Avinash K. Dixit, Susan Skeath: Games of Strategy, S. 334.
11. ↑   In Anlehnung an Avinash K. Dixit, Barry J. Nalebuff: Spieltheorie für Einsteiger, S. 143 f.
12. ↑   Vgl. Avinash K. Dixit, Barry J. Nalebuff: Spieltheorie für Einsteiger, S. 143.
13. ↑   Vgl. Alfred Wagenhofer/Ralf Ewert: Externe Unternehmensrechnung, S. 44.
14. ↑   Vgl. Sabrina Helm: Unternehmensreputation und Stakeholder-Loyalität, S. 110.
15. ↑   Vgl. David M. Kreps: Game Theory and Economic Modelling. S. 67 ff.
16. ↑   Vgl. Joel Watson: Strategy - An Introduction to Game Theory, S. 286 ff.